# Christopher Greenwood
Christopher John Greenwood (Wellingborough, 12 mei 1955) is een Brits voormalig hoogleraar. Van 2009 tot 2018 was hij rechter in het Internationaal Gerechtshof. Daarvoor doceerde hij internationaal recht aan de London School of Economics.

## Levensloop
Greenwood studeerde rechtsgeleerdheid aan het Magdalene College van de Universiteit van Cambridge en slaagde in 1976 voor zijn Bachelor of Arts en in 1977 voor zijn Bachelor of Laws. In 1981 behaalde hij zijn graad van Meester in de rechten.
Van 1981 tot en met 1996 was hij hoogleraar aan dezelfde universiteit en klom hij uiteindelijk door in functie totdat hij werd benoemd tot professor in internationaal recht aan de London School of Economics.
Vanaf 1985 werkte hij ook als advocaat (barrister) en in 1999 werd hij benoemd tot advocaat van de Kroon. Hij vertegenwoordigde de Britse regering in een groot aantal gevallen voor internationale rechtbanken. Hij schreef onder meer het stuk "The Legality of the Use of Force Against Iraq" dat als onderbouwing diende voor Resolutie 1441 van de Veiligheidsraad van de Verenigde Naties in de Ontwapeningscrisis van Irak.
Op 6 november 2008 werd Greenwood zelf tot rechter benoemd in het Internationaal Gerechtshof in Den Haag. Zijn termijn liep van 6 februari 2009 tot 5 februari 2018. Het Verenigd Koninkrijk trok hem in november 2017 terug als kandidaat voor een tweede termijn ten gunste van de Indische Dalveer Bhandari. In 2018 werd Greenwood door de Verenigde Staten benoemd tot arbiter in het Tribunaal inzake vorderingen tussen Iran en de Verenigde Staten.
Hij is lid van het Internationaal Instituut voor Humanitair Recht in San Remo en van de American Society of International Law.
Greenboek voerde mede de redactie over het British Year Book of International Law, het Year Book of International Humanitarian Law en het Journal of Conflict and Security Law.
In 2002 werd Greenwood onderscheiden met een benoeming tot Lid in de Orde van Sint-Michaël en Sint-George.
- Gemeinsame Normdatei: 139317201
- International Standard Name Identifier: 0000 0000 7101 1939
- Library of Congress Control Number: nb90025137
- Nationale Bibliotheek van Israël: 987007316564605171
- Nederlandse Thesaurus van Auteursnamen: 298599988
- Virtual International Authority File: 11794202
- WorldCat: E39PBJf4dym8JjjDpmt3DCgYfq